# Robert z Boron

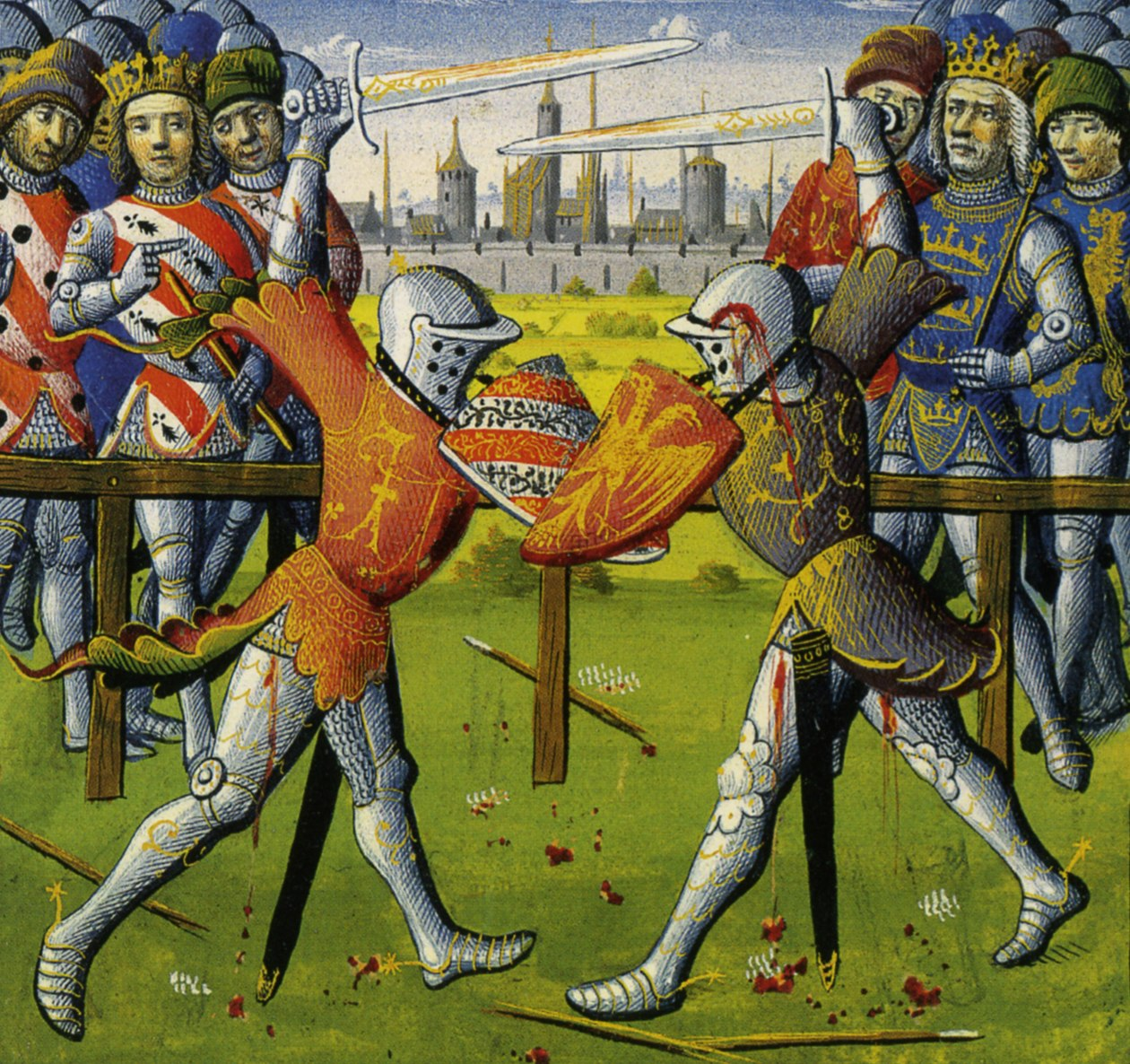
Turniej rycerski (iluminacja z XV-wiecznego manuskryptu)

Robert z Boron – poeta francuski tworzący na przełomie XII i XIII na dworze księcia Burgundii. Autor kilkuczęściowego poematu wierszem o rycerzach Okrągłego Stołu, pierwszej znanej kompilacji głównych wątków arturiańskich.
Robert z Boron tworzył na przełomie XII i XIII wieku w Burgundii. Napisał kilkuczęściowy poemat wierszem, w którym stosując metodę alegoryczną przedstawił poszukiwanie świętego Graala jako ascetyczne dążenie duszy do osiągnięcia zbawienia. Z dzieła Roberta dochowały się jedynie fragmenty części pierwszej o Józefie z Arymatei i części drugiej o Merlinie zakochanym w zdradzieckiej wróżce Wiwianie i jego tragicznym końcu. Treść poematu, przy czym nie jest pewne czy Robert go dokończył, zachowała się w dwóch przeróbkach prozą (Percewal Didota i Percewal w manuskrypcie z Modeny). Wynika z nich, że w trzeciej części autor idąc w ślady chrétienowego Percewala, doprowadził go ostatecznie po raz wtóry na zamek i uczynił królem. Na tym opowieść o Percewalu zakończył nie doprowadzając historii do śmierci bohatera. Ostatnią część poświęcił królowi Arturowi. Nie ma w niej mowy o Graalu, a tylko o dalszych losach królestwa. Król Artur podbija Francję, zagraża Rzymowi, z powodu buntu poddanych musi jednak powrócić do Anglii. W walce wprawdzie zwycięża, ale śmiertelnie ranny znika w tajemniczych okolicznościach. Następuje rozpad rycerskiego świata legendarnej Brytanii – logiczna, choć nieoczekiwana, konsekwencja koronacji Percewala na króla Graalowego.
Robert tworzył w pobliżu klasztoru Luxeuil (założonego przez mnicha iryjskiego Kolumbana), ośrodka cysterskiego. Według Gilsona legenda Graala została pod wpływem cystersów tak przekształcona, by sławić Eucharystię, a Graal stał się zwornikiem całego cyklu – symbolem łaski, której natura i poszukiwanie zostały przedstawione według doktryny świętego Bernarda. Robert piszący pod opieką księcia Burgundii przeprowadził po raz pierwszy konsekwentną chrystianizację celtyckiej legendy. Ideą przewodnią staje się walka Chrystusa z szatanem o duszę człowieka w myśl idei cysterskich, a zwłaszcza tez świętego Bernarda o przemienieniu eucharystycznym. Graal nie jest już jak u Chrétiena misą, lecz kielichem. Avalon nie znajduje się już na pogańskiej wyspie szczęśliwości lecz w pobliżu Autun lub Grenoble (w posiadłościach burgundzkich), a może nawet w angielskim opactwie cystersów Gladstonbury, gdzie Robert był podobno około 1186/1187 roku, które nazywano również Avallon i gdzie jak twierdzili cystersi odnaleziono grób Artura. Podobnie, prawdopodobnie pod wpływem cystersów, Robert połączył historię Graala w Ziemi Świętej z Brytanią – przeniósł relikwię do Anglii i włączył ją w ewangelizację Brytów.